# Nobelbanketten
Nobelbanketten, Nobelfesten eller Nobelmiddagen är en bankett som hålls i Blå hallen i Stockholms stadshus efter utdelningen av Nobelpriset och är en traditionell del av Nobelfestligheterna. På banketten serveras en middag med flera rätter, dessutom är det underhållning och dans som följs av lokala medier. Klädseln är högtidsdräkt. Efter middagen vidtar dans i Gyllene salen. Banketten och dansen som direktsänds av Sveriges Television och Sveriges Radio med traditionellt höga tittar- och lyssnarsiffror, har av hovet jämförts med dess publika spisningar under 1700- och 1800-talen.

## Historik

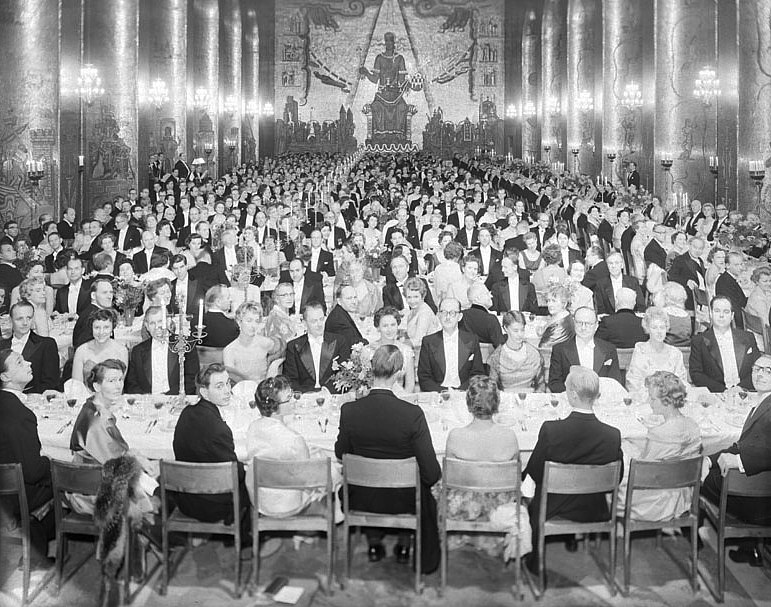
Nobelbanketten 1958 i Gyllene salen

På den första banketten 1901 var det sammanlagt 113 gäster, samtliga män. År 1907 ställdes hela banketten in, då Sveriges kung Oscar II avlidit två dagar innan. Pristagaren Rudyard Kipling ordnade en privat middag på hotellet för pristagarna och några andra. Fram till 1923 kallades banketten för Nobelmiddagen; före 1930 hölls banketten i Sverige i Vinterträdgården på Stockholms Grand Hôtel Royal. Banketten har även hållits på Svenska akademien och i Gyllene salen.
I juli 2020 meddelades det att 2020 års bankett ställs in för fjärde gången i fredstid sedan starten.  Detta på grund av den pågående coronapandemin. I september 2021 meddelades att även 2021 års bankett ställs, återigen på grund av samma pandemi.
År 2022 portades Rysslands, Belarus och Irans ambassadörer från Nobelfesten på grund av Rysslands invasion av Ukraina.

## Gäster
Den svenska kungafamiljen deltar som hedersgäster. Pristagarna brukar åtföljas av hela sin familj. Antalet gäster är cirka 1 300, inklusive 200 studenter. Drottningen har alltid värden, Nobelstiftelsens ordförande, till bordet.

## Sittning

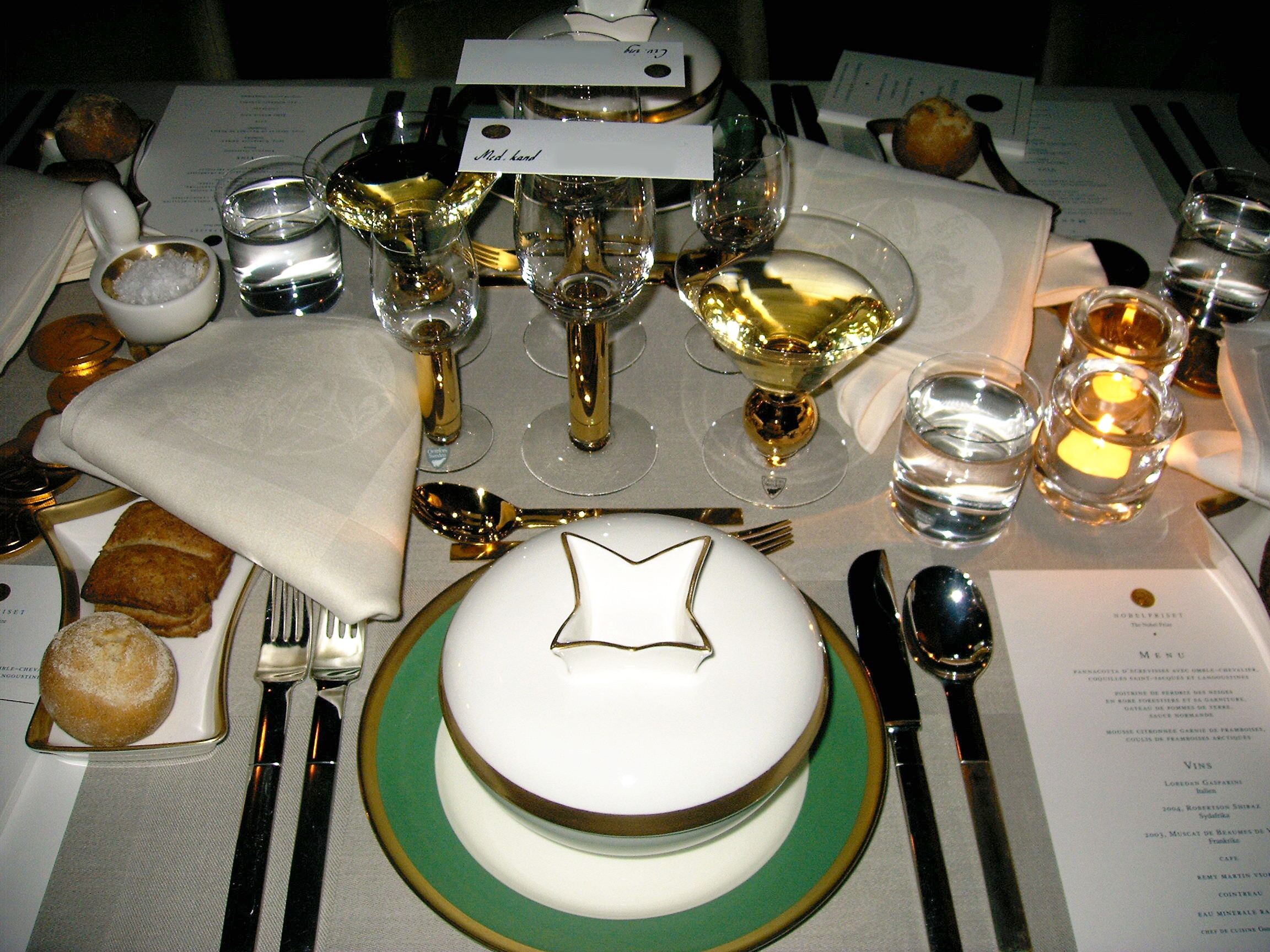
Nobelservisen, skapad 1991, vid sittningen 2005.

Under sittningen håller pristagarna varsitt tal, i regel av en lättsammare karaktär. Under middagen, som är fyra timmar lång, utbringas två ceremoniella skålar: en till kungen (Konungens skål) och en som kungen utbringar till Alfred Nobels minne. Talen och skålarna presenteras av Nobelfestens toastmaster, en svensk student som utför uppdraget under en period på fyra år. Musikunderhållning (arkaiskt benämnd divertissement) interfolierar rätterna.
Betjäningen på banketten är i form av servitörer, kockar, vaktmästare etcetera omfattande, och dessa har tränats flera veckor i förväg. Under prisutdelningen och Nobelfesten tjänstgör ett antal av Stockholms studenter som marskalkar och fanbärare, ett uppdrag som utförs under ledning av Stockholms Studentkårers Centralorganisation (SSCO). Matsedeln tillkännages först under middagen, och maten bärs fram i procession. Inför Nobelprisets 90-årsjubileum 1991 komponerades en särskild Nobelservis, som därefter använts vid middagen.
Blommorna till festen har sedan början av 1970-talet levererats av den italienska staden San Remo där Alfred Nobel bodde vid sin död.  Blommorna odlas i provinsen Imperia.

## Underhållning

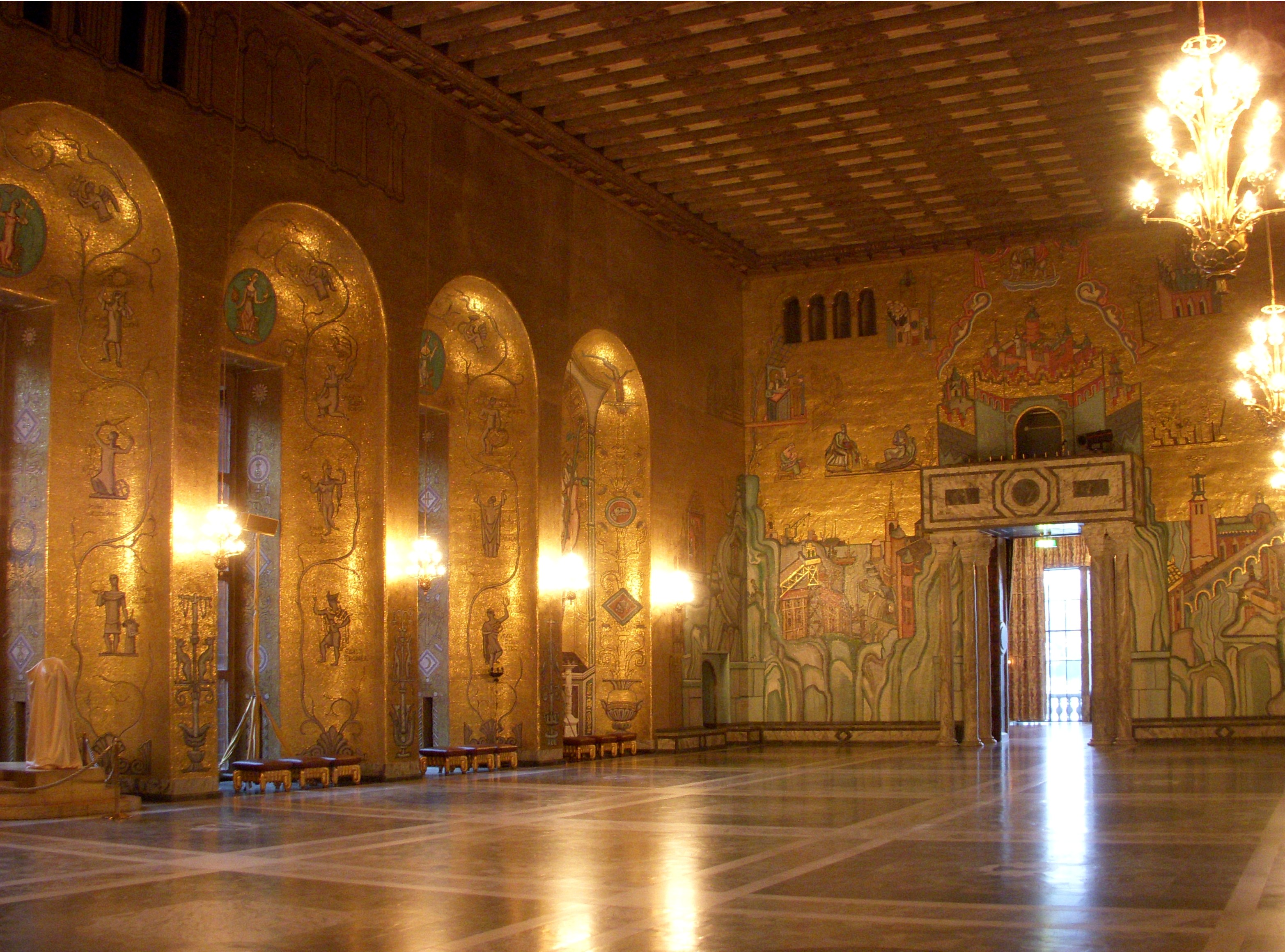
Dansgolvet i Gyllene salen

Efter sittningen följer dans till storband i Gyllene salen, som följs av TV. Bland tidigare orkestrar vid Nobelfesten märks bland andra Phontrattarne från Norrlands nation i Uppsala (2005 och 2006). Kungafamiljen deltar enligt tradition inte i dansen efter middagen.

## Efterfest
Sedan 1978 har en efterfest till Nobelfesten, kallad Nobel Nightcap, arrangerats av fyra studentkårer i Stockholm på roterande basis – Stockholms Universitets Studentkår, Tekniska Högskolans Studentkår, Handelshögskolans i Stockholm studentkår och Medicinska Föreningen. Till efterfesten, till skillnad från banketten, inbjuds inga journalister. Vid 2009 års nobelfest hade 650 av de 1 250 gästerna tackat ja till att delta på efterfesten.